# Qara Qoyunlu
1375–1469
Entités précédentes :
- Djalayirides

Entités suivantes :
- Empire timouride
- Aq Qoyunlu

Les Qara Qoyunlu ou Kara Koyunlu (en turkmène : Garagoýunly ; en turc : Karakoyunlu ; en persan : قراقویونلو), appelés aussi les Moutons noirs turcomans, forment un empire d'origine Turque fondé par les Oghouze qui a régné sur ce qui est aujourd'hui l'Anatolie orientale, l'Arménie, l'Azerbaïdjan, l'Azerbaïdjan iranien, l'Irak, l'Ilam, le Khouzistan et le nord du Koweït de 1375 à 1469.

## Histoire
Certains chercheurs associent le dialecte Oghuz de Qara-Qoyunlu à la langue azerbaïdjanaise. Par exemple, Faruk Shumer a enregistré que le dialecte Oghuz oriental de Qara-Qoyunlu est appelé aujourd'hui la langue azerbaïdjanaise, et Muhsin Behramnejad a nommé la langue azerbaïdjanaise héritée de l maisons princière turkmène des Qara Qoyunlu. Le sultan Qara Qoyunlu 1435-1467 Jihan Shah est le représentant généralement reconnu de la poésie azerbaïdjanaise.
Les Turcomans Moutons noirs établissent dans un premier temps leur capitale à Hérat à l'est de la Perse et sont les vassaux de la dynastie des Djalayirides à Bagdad et Tabriz vers environ 1375, quand le prince de leur maison princière dominante règne sur Mossoul. Cependant, les Turcomans se rebellent contre les Djalayirides et protègent leur indépendance vis-à-vis de la dynastie avec la conquête de Tabriz par Qara Youssouf.
En 1400, les armées de Tamerlan infligent toutefois une défaite aux Moutons noirs Turcomans, et Qara Youssouf fuit en Égypte où il trouve refuge auprès des Mamelouks. Il réunit une armée et reprend Tabriz en 1406.
En 1410, les Moutons noirs turcomans prennent Bagdad. L'installation d'une nouvelle lignée des Moutons noirs turcomans accélère la chute des Djalayirides qu'ils ont autrefois servis. Malgré des luttes internes parmi les descendants de Qara Youssouf après sa mort en 1420 et la menace montante des Timourides, les Moutons noirs turcomans maintiennent une forte prise sur les lieux qu'ils contrôlent.
Jihan Shah fait la paix avec le Timouride Shah Rukh, mais bientôt la paix se désagrège. Quand Shah Rukh meurt en 1447, les Moutons noirs turcomans annexent des portions de l'Irak et la côte est de l'Arabie, tandis que les Timourides contrôlent l'ouest de l'Iran.
Le XVe siècle a marqué le début d'une période plus importante dans l'histoire de la littérature turque azerbaïdjanaise. Pendant le Qara Qoyunlular (1400-68), dont la capitale était Tabriz, la position de la langue littéraire s'est renforcée. Jihan shah (1438-1468) a lui-même écrit des poèmes lyriques en turc sous le pseudonyme "vrai".
Bien que plusieurs territoires soient gagnés durant le règne de Jihan Shah, celui-ci est troublé par la rébellion de ses propres fils et des dirigeants autonomes de Bagdad, qu'il expulse en 1464. En 1466, Jihan Shah essaye de prendre Diyarbakır aux Moutons blancs, mais l'opération se solde par une défaite catastrophique, la mort de Jihan Shah et l'effondrement du contrôle des Moutons noirs turcomans sur le Moyen-Orient.
Vers 1469, les Moutons blancs turcomans (Aq Qoyunlu), sous le règne d'Ouzoun Hassan (Hassan le Long), ont éliminé les derniers vestiges des Moutons noirs turcomans.

## Liste des souverains Qara Qoyunlu
| Dates de règne                                                 | Nom                      | Remarques |
| -------------------------------------------------------------- | ------------------------ | --- |
| 1351-1380                                                      | Bayram Khodja (en)       | Vassal des Djalayirides. |
| 1380-1389                                                      | Qara Mehmed Turmush (en) | Neveu de Bayram Khodja, il se libère de la tutelle djalayiride en 1382. |
| 1389-1400                                                      | Qara Youssouf            | Fils de Qara Mehmed, il est vaincu et chassé par Tamerlan. |
| Le domaine des Qara Qoyunlu est rattaché à l'empire timouride. |                          | |
| 1406-1420                                                      | Qara Youssouf            | Il reconquiert Tabriz après la mort de Tamerlan. |
| 1411-1418                                                      | Pirbudag (en)            | Fils de Qara Youssouf, son père lui confie le gouvernement de l'Azerbaïdjan de son vivant. |
| 1420-1438                                                      | Iskandar                 | Fils de Qara Youssouf. |
| 1429-1431                                                      | Abou Saïd (en)           | Fils de Qara Youssouf, il règne sur l'Azerbaïdjan comme vassal du Timouride Chahrokh. |
| 1433-1445                                                      | Ispan (en)               | Fils de Qara Youssouf, il règne sur l'Irak comme vassal du Timouride Chahrokh. |
| 1434-1467                                                      | Jihan Shah               | Fils de Qara Youssouf, il règne d'abord sur l'Anatolie orientale comme vassal du Timouride Chahrokh, puis sur l'ensemble du domaine des Qara Qoyunlu à la mort de son frère Iskandar. Il rejette la tutelle timouride après la mort de Chahrokh en 1447. |
| 1467-1469                                                      | Hassan Ali               | Fils de Jihan Shah. |
| 1468-1469                                                      | Abou Youssouf (en)       | Fils de Jihan Shah, ne règne que sur le Fars. |